# Brie (Ariège)
Pour les articles homonymes, voir Brie.
Brie est une commune française, située dans le département de l'Ariège en région Occitanie.
Localisée dans le nord du département, la commune  fait partie, sur le plan historique et culturel, du Pédaguès, ou Podaguès, ancienne appellation remplacée au XXIe siècle par la dénomination géographique de Terrefort ariégeois, constitué des terreforts de Pamiers et de Saverdun, sur la rive gauche de l'Ariège. Exposée à un climat océanique altéré, elle est drainée par l'Aure, l'Aure de Canté et par divers autres petits cours d'eau.
Brie est une commune rurale qui compte 206 habitants en 2022, après avoir connu un pic de population de 431 habitants en 1872. Ses habitants sont appelés les Briençais ou Briençaises.

## Géographie

### Localisation
1. Carte dynamique
2. Carte Openstreetmap
3. Carte topographique
4. Carte avec les communes environnantes

La commune de Brie se trouve dans le département de l'Ariège, en région Occitanie.
Commune située sur les coteaux entre l'Ariège et la Lèze. C'est une commune limitrophe avec le département de la Haute-Garonne.
Elle se situe à 28 km à vol d'oiseau de Foix, préfecture du département, à 12 km de Pamiers, sous-préfecture, et à 6 km de Saverdun, bureau centralisateur du canton des Portes d'Ariège dont dépend la commune depuis 2015 pour les élections départementales. 
La commune fait en outre partie du bassin de vie de Saverdun.
Les communes les plus proches sont : 
Justiniac (2,3 km), Esplas (2,6 km), Unzent (3,5 km), Marliac (4,3 km), Saint-Martin-d'Oydes (4,3 km), Durfort (5,0 km), Saverdun (5,6 km), Canté (5,6 km).
Sur le plan historique et culturel, Brie fait partie du Lauragais, occupant une vaste zone, autour de l’axe central que constitue le canal du Midi, entre les agglomérations de Toulouse au nord-ouest et Carcassonne au sud-est et celles de Castres au nord-est et Pamiers au sud-ouest. C'est l'ancien « Pays de Cocagne », lié à la fois à la culture du pastel et à l’abondance des productions, et de « grenier à blé du Languedoc ».
Les communes limitrophes sont Canté, Durfort, Esplas, Justiniac, Saverdun et Marliac.
| Marliac (Haute-Garonne) | Canté  |          |
| Justiniac               | Brie   | Saverdun |
| Durfort                 | Esplas |          |

### Géologie et relief
La commune est située dans le Bassin aquitain, le deuxième plus grand bassin sédimentaire de la France après le Bassin parisien. Les terrains affleurants sur le territoire communal sont constitués de roches sédimentaires datant du Cénozoïque, l'ère géologique la plus récente sur l'échelle des temps géologiques, débutant il y a 66 millions d'années. La structure détaillée des couches affleurantes est décrite dans les feuilles « n°1035 - Saverdun » et « n°1057 - Pamiers » de la carte géologique harmonisée au 1/50 000ème du département de l'Ariège, et leurs notices associées,.
La superficie cadastrale de la commune publiée par l’Insee, qui sert de références dans toutes les statistiques, est de 7,06 km2,. La superficie géographique, issue de la BD Topo, composante du Référentiel à grande échelle produit par l'IGN, est quant à elle de 7,21 km2.  L'altitude du territoire varie entre 255 m et 363 m.

### Hydrographie

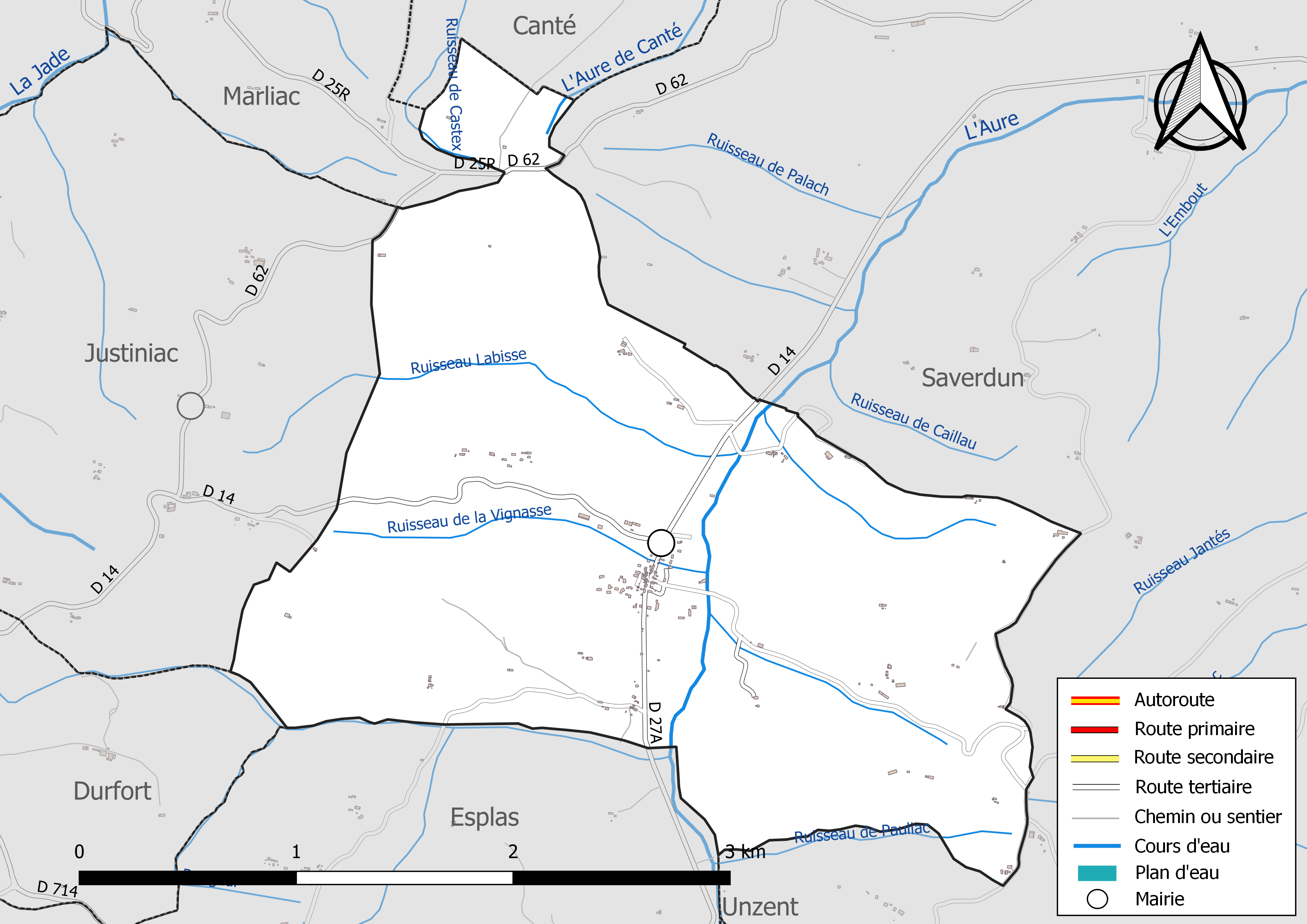
Réseaux hydrographique et routier de Brie.

La commune est dans le bassin versant de la Garonne, au sein du bassin hydrographique Adour-Garonne. Elle est drainée par l'Aure, L'Aure de Canté, le ruisseau de Castex, le ruisseau de la Vignasse, le ruisseau de Pauliac, le ruisseau Labisse et par divers petits cours d'eau, constituant un réseau hydrographique de 10 km de longueur totale,.
L'Aure, d'une longueur totale de 14,7 km, prend sa source dans la commune d'Unzent et s'écoule du sud vers le nord. Il traverse la commune et se jette dans l'Ariège à Saverdun, après avoir traversé 6 communes.

### Climat
Pour des articles plus généraux, voir Climat de l'Occitanie et Climat de l'Ariège.
En 2010, le climat de la commune est de type climat du Bassin du Sud-Ouest, selon une étude s'appuyant sur une série de données couvrant la période 1971-2000. En 2020, Météo-France publie une typologie des climats de la France métropolitaine dans laquelle la commune est dans une zone de transition entre le climat océanique altéré et le climat de montagne et est dans la région climatique Pyrénées centrales, caractérisée par une pluviométrie annuelle de 1 000 à 1 200 mm.
Pour la période 1971-2000, la température annuelle moyenne est de 12,8 °C, avec une amplitude thermique annuelle de 15,8 °C. Le cumul annuel moyen de précipitations est de 799 mm, avec 9,6 jours de précipitations en janvier et 5,9 jours en juillet. Pour la période 1991-2020, la température moyenne annuelle observée sur la station météorologique la plus proche, située sur la commune de Montaut à 10 km à vol d'oiseau, est de 13,7 °C et le cumul annuel moyen de précipitations est de 677,1 mm,. Pour l'avenir, les paramètres climatiques de la commune estimés pour 2050 selon différents scénarios d'émission de gaz à effet de serre sont consultables sur un site dédié publié par Météo-France en novembre 2022.

### Milieux naturels et biodiversité
Aucun espace naturel présentant un intérêt patrimonial n'est recensé sur la commune dans l'inventaire national du patrimoine naturel,,.

## Urbanisme

### Typologie
Au 1er janvier 2024, Brie est catégorisée commune rurale à habitat dispersé, selon la nouvelle grille communale de densité à 7 niveaux définie par l'Insee en 2022.
Elle est située hors unité urbaine et hors attraction des villes,.

### Occupation des sols

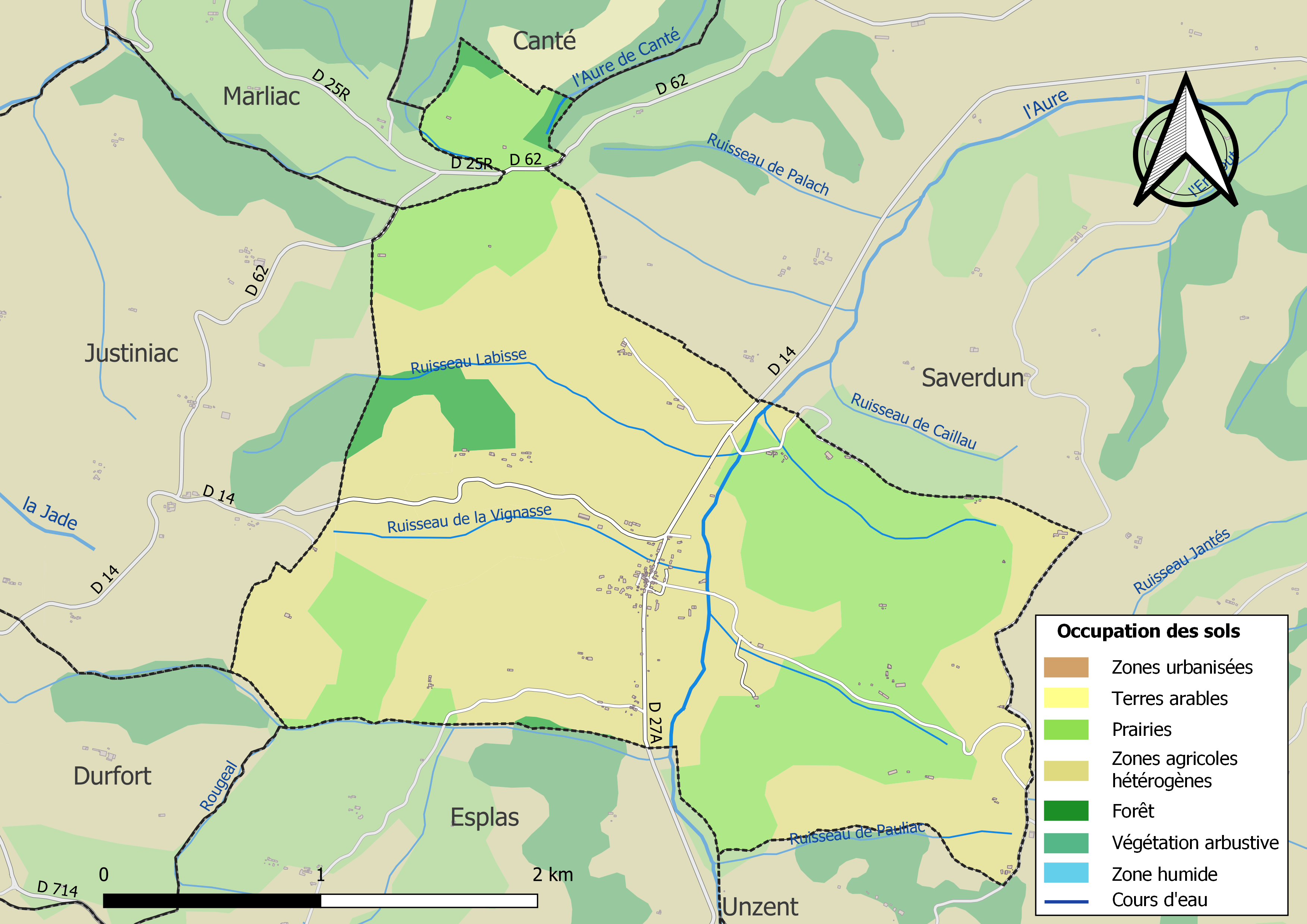
Carte des infrastructures et de l'occupation des sols de la commune en 2018 (CLC).

L'occupation des sols de la commune, telle qu'elle ressort de la base de données européenne d’occupation biophysique des sols Corine Land Cover (CLC), est marquée par l'importance des territoires agricoles (95,9 % en 2018), une proportion identique à celle de 1990 (95,9 %). La répartition détaillée en 2018 est la suivante : 
zones agricoles hétérogènes (61,2 %), prairies (34,7 %), forêts (4,1 %). L'évolution de l’occupation des sols de la commune et de ses infrastructures peut être observée sur les différentes représentations cartographiques du territoire : la carte de Cassini (XVIIIe siècle), la carte d'état-major (1820-1866) et les cartes ou photos aériennes de l'IGN pour la période actuelle (1950 à aujourd'hui).

### Habitat et logement
En 2018, le nombre total de logements dans la commune était de 102, alors qu'il était de 89 en 2013 et de 79 en 2008.
Parmi ces logements, 88,1 % étaient des résidences principales, 3,6 % des résidences secondaires et 8,3 % des logements vacants. Ces logements étaient pour 94,8 % d'entre eux des maisons individuelles et pour 1 % des appartements.
Le tableau ci-dessous présente la typologie des logements à Brie en 2018 en comparaison avec celle de l'Ariège et de la France entière. Une caractéristique marquante du parc de logements est ainsi une proportion de résidences secondaires et logements occasionnels (3,6 %) inférieure à celle du département (24,6 %) mais supérieure à celle de la France entière (9,7 %). Concernant le statut d'occupation de ces logements, 84,1 % des habitants de la commune sont propriétaires de leur logement (76,8 % en 2013), contre 66,3 % pour l'Ariège et 57,5 % pour la France entière.
| Typologie                                               | Brie | Ariège | France entière |
| ------------------------------------------------------- | ---- | ------ | -------------- |
| Résidences principales (en %)                           | 88,1 | 65,7   | 82,1           |
| Résidences secondaires et logements occasionnels (en %) | 3,6  | 24,6   | 9,7            |
| Logements vacants (en %)                                | 8,3  | 9,7    | 8,2            |

### Risques majeurs
Le territoire de la commune de Brie est vulnérable à différents aléas naturels : inondations, climatiques (grand froid ou canicule), mouvements de terrains et séisme (sismicité faible). Il est également exposé à un risque technologique,  le transport de matières dangereuses,.

#### Risques naturels

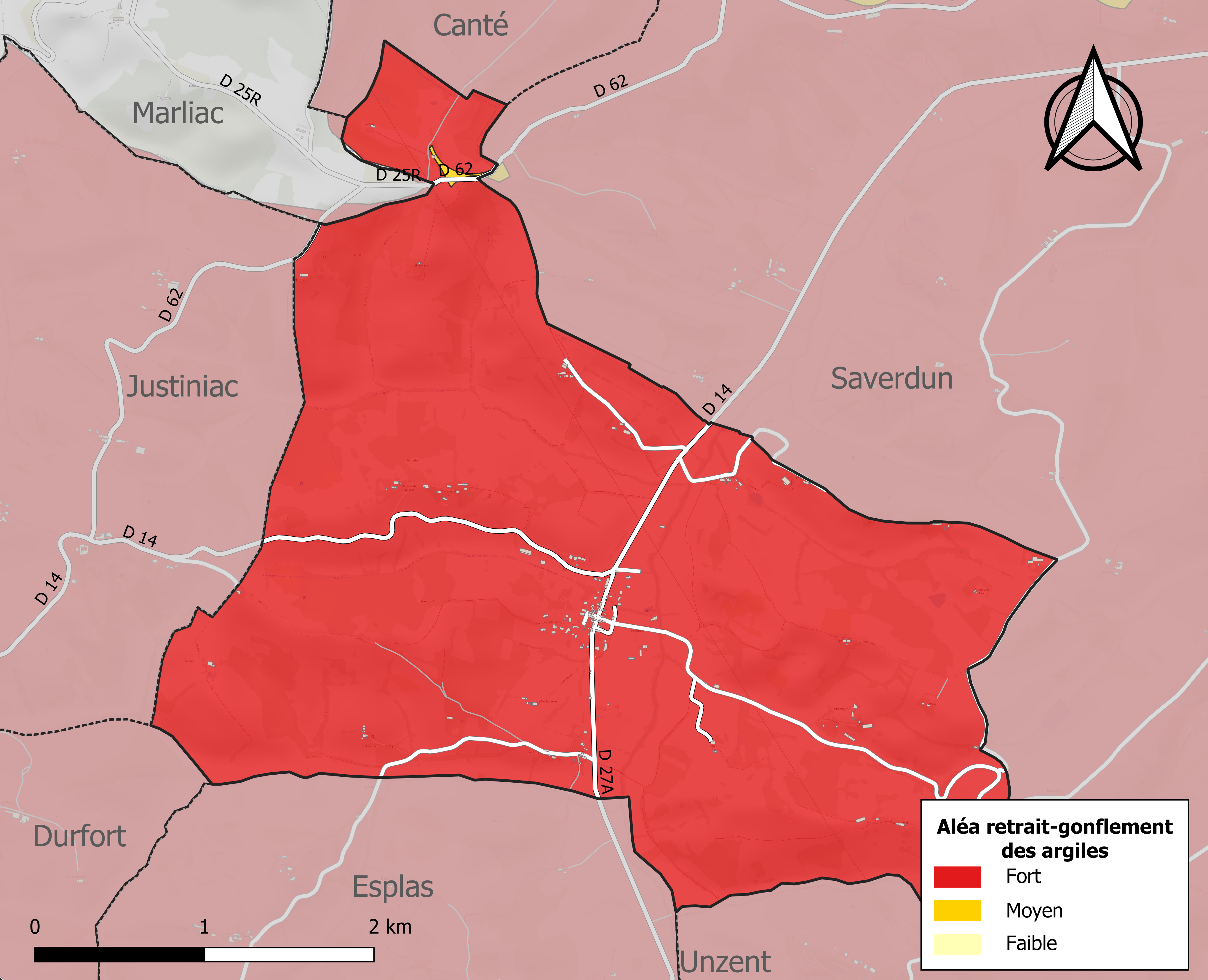
Zonage de l'aléa retrait-gonflement des argiles sur la commune de Brie.

Certaines parties du territoire communal sont susceptibles d’être affectées par le risque d’inondation par débordement, crue torrentielle d'un cours d'eau, ou ruissellement d'un versant.
Les mouvements de terrains susceptibles de se produire sur la commune sont soit des glissements de terrains soit des mouvements liés au retrait-gonflement des argiles. Près de 50 % de la superficie du département est concernée par l'aléa retrait-gonflement des argiles, dont la commune de Brie. L'inventaire national des cavités souterraines permet par ailleurs de localiser celles situées sur la commune.

#### Risques technologiques
Le risque de transport de matières dangereuses par une infrastructure routière ou ferroviaire ou par une canalisation de transport de gaz concerne la commune. Un accident se produisant sur une telle infrastructure est en effet susceptible d’avoir des effets graves au bâti ou aux personnes jusqu’à 350 m, selon la nature du matériau transporté. Des dispositions d’urbanisme peuvent être préconisées en conséquence.

## Histoire
Dès le XIIe siècle, un prieuré pour femmes de l'ordre de Fontevrault est présent.

## Politique et administration

### Découpage territorial
La commune de Brie est membre de la communauté de communes des Portes d'Ariège Pyrénées, un établissement public de coopération intercommunale (EPCI) à fiscalité propre créé le 5 octobre 2016 dont le siège est à Pamiers. Ce dernier est par ailleurs membre d'autres groupements intercommunaux.
Sur le plan administratif, elle est rattachée à l'arrondissement de Pamiers, au département de l'Ariège, en tant que circonscription administrative de l'État, et à la région Occitanie.
Sur le plan électoral, elle dépend du canton des Portes d'Ariège pour l'élection des conseillers départementaux, depuis le redécoupage cantonal de 2014 entré en vigueur en 2015, et de la deuxième circonscription de l'Ariège  pour les élections législatives, depuis le redécoupage électoral de 1986.

### Liste des maires
| Période                                  | Période  | Identité            | Étiquette | Qualité |
| ---------------------------------------- | -------- | ------------------- | --------- | ------- |
| avant 1995                               | ?        | Henri Bouin         |           |         |
| mars 2001                                | 2008     | Jacques Issanchou   | DVD       |         |
| mars 2008                                | en cours | Isabelle Peyrefitte | SE        | Cadre   |
| Les données manquantes sont à compléter. |          |                     |           |         |

## Démographie
| 1793 | 1800 | 1806 | 1821 | 1831 | 1836 | 1841 | 1846 | 1851 |
| ---- | ---- | ---- | ---- | ---- | ---- | ---- | ---- | ---- |
| 282  | 257  | 300  | 315  | 349  | 382  | 378  | 420  | 394  |

| 1856 | 1861 | 1866 | 1872 | 1876 | 1881 | 1886 | 1891 | 1896 |
| ---- | ---- | ---- | ---- | ---- | ---- | ---- | ---- | ---- |
| 368  | 403  | 401  | 431  | 412  | 380  | 332  | 370  | 343  |

| 1901 | 1906 | 1911 | 1921 | 1926 | 1931 | 1936 | 1946 | 1954 |
| ---- | ---- | ---- | ---- | ---- | ---- | ---- | ---- | ---- |
| 332  | 327  | 310  | 254  | 252  | 244  | 240  | 211  | 174  |

| 1962 | 1968 | 1975 | 1982 | 1990 | 1999 | 2005 | 2006 | 2010 |
| ---- | ---- | ---- | ---- | ---- | ---- | ---- | ---- | ---- |
| 127  | 133  | 92   | 80   | 92   | 150  | 160  | 164  | 191  |

| 2015 | 2020 | 2022 | - | - | - | - | - | - |
| ---- | ---- | ---- | - | - | - | - | - | - |
| 215  | 211  | 206  | - | - | - | - | - | - |

## Économie

### Revenus
En 2018, la commune compte 79 ménages fiscaux, regroupant 196 personnes. La médiane du revenu disponible par unité de consommation est de 21 890 € (19 820 € dans le département).

### Emploi
| Division       | 2008  | 2013   | 2018   |
| -------------- | ----- | ------ | ------ |
| Commune        | 7,3 % | 14 %   | 9,4 %  |
| Département    | 8,9 % | 11,1 % | 11,2 % |
| France entière | 8,3 % | 10 %   | 10 %   |

En 2018, la population âgée de 15 à 64 ans s'élève à 131 personnes, parmi lesquelles on compte 78,9 % d'actifs (69,5 % ayant un emploi et 9,4 % de chômeurs) et 21,1 % d'inactifs,. Depuis 2008, le taux de chômage communal (au sens du recensement) des 15-64 ans est inférieur à celui de la France et du département.
La commune est hors attraction des villes,. Elle compte 26 emplois en 2018, contre 24 en 2013 et 32 en 2008. Le nombre d'actifs ayant un emploi résidant dans la commune est de 93, soit un indicateur de concentration d'emploi de 27,4 % et un taux d'activité parmi les 15 ans ou plus de 58,9 %.
Sur ces 93 actifs de 15 ans ou plus ayant un emploi, 21 travaillent dans la commune, soit 23 % des habitants. Pour se rendre au travail, 83,5 % des habitants utilisent un véhicule personnel ou de fonction à quatre roues, 6,6 % les transports en commun, 6,6 % s'y rendent en deux-roues, à vélo ou à pied et 3,3 % n'ont pas besoin de transport (travail au domicile).

### Activités hors agriculture
14 établissements sont implantés  à Brie au 31 décembre 2019.
Le secteur de l'industrie manufacturière, des industries extractives et autres est prépondérant sur la commune puisqu'il représente 50 % du nombre total d'établissements de la commune (7 sur les 14 entreprises implantées  à Brie), contre 12,9 % au niveau départemental.

### Agriculture
La commune fait partie de la petite région agricole dénommée « Plaine de l'Ariège ». En 2010, l'orientation technico-économique de l'agriculture  sur la commune est la polyculture et le polyélevage. 
|                                   | 1988 | 2000 | 2010 |
| --------------------------------- | ---- | ---- | ---- |
| Exploitations                     | 14   | 13   | 18   |
| Superficie agricole utilisée (ha) | 534  | 686  | 662  |

Le nombre d'exploitations agricoles en activité et ayant leur siège dans la commune est passé de 14 lors du recensement agricole de 1988 à 13 en 2000 puis à 18 en 2010, soit une augmentation de 1,29 % en 22 ans. Le même mouvement est observé à l'échelle du département qui a perdu pendant cette période 48 % de ses exploitations. La surface agricole utilisée sur la commune a quant à elle augmenté, passant de 534 ha en 1988 à 662 ha en 2010. Parallèlement la surface agricole utilisée moyenne par exploitation a baissé, passant de 38 à 37 ha.

## Culture locale et patrimoine

### Lieux et monuments
- Église Saint-Raymond, ruinée pendant les guerres de religion, reconstruite en 1670.

### Personnalités liées à la commune
- Le baron François Goullus, général de brigade, mort à Brie le 7 septembre 1814.
- Pierre-François Flaugergues (1767-1836), avocat et député de l'Aveyron, mort à Brie.

## Pour approfondir